# Fundação para o Vestibular da Universidade Estadual Paulista
A Fundação para o Vestibular da Unesp ou Fundação Vunesp é uma fundação responsável pela organização de vestibulares e concursos públicos no Brasil.
Com sede na cidade de São Paulo, a Fundação Vunesp foi instituída no dia 26 de outubro de 1979 pelo conselho universitário da UNESP para a realização de seu exame vestibular. Embora seja uma fundação de caráter público e não possua fins lucrativos, a fundação possui personalidade jurídica de direito privado.  Assim, órgãos públicos e empresas privadas podem contratar os serviços da fundação para organização de avaliações de qualquer natureza, não se limitando apenas a vestibulares e concursos públicos.
A Fundação Vunesp já organizou concursos públicos de órgãos como o Banco Central do Brasil, Câmara Municipal de São Paulo, Conselho Federal de Psicologia do Brasil, Ministério Público do Estado de São Paulo, Sesi, Tribunal de Justiça de São Paulo, Unesco e centenas de prefeituras.
Além do vestibular da Unesp, a fundação foi responsável pelos exames vestibulares de diversas universidades públicas e privadas, tendo maior atuação no estado de São Paulo, embora também tenha sido responsável pelos exames de universidades fora do estado como o Centro Universitário de Várzea Grande, a Universidade do Estado do Amazonas, a Universidade do Vale do Itajaí e a Universidade Federal do Triângulo Mineiro.
A partir de 2009, universidades federais como a UFABC e a UFSCar, deixaram de oferecer vestibulares através da fundação em pró do SiSU para a seleção de novos estudantes.